# Indofood
Indofood est une entreprise agroalimentaire indonésienne fondée en 1968. Il a son siège à Jakarta.

## Historique
L'entreprise est fondée en 1968 par Sudono Salim. Elle commercialise d'abord des nouilles puis lance en 1972 Indomie, une marque de nouilles instantanées, dont la première variante était intitulée Indomie Kuah Rasa Kaldu Ayam (saveur bouillon de poulet). La société change plusieurs fois de nom au cours de son histoire. Elle prend le nom de Panganjaya Intikusuma jusqu'en 1993, avant de devenir à nouveau Indofood en 1994. C'est une des sociétés appartenant à la famille de Sudono Salim, propriétaire du Groupe Salim. First Pacific détient pour moitié l'entreprise aux côtés du groupe Salim, depuis 1988.
En janvier 2013, lors de son dépôt à la bourse indonésienne, Indofood avait annoncé son intention d'acheter 50% de la transformation brésilienne de la canne à sucre, Cia Mineira de Acucar e Alcool Participações (CMAA), pour 72 millions de dollars.

## Produits
- Pop Mie
- Sarimi
- Supermi
- Cheetos (sous licence de  PepsiCo)
- Indomie
- Chiki
- Chitato
- Lay's (sous licence de  PepsiCo)
- Jetz
- Qtela
- Doritos (sous licence de  PepsiCo)
- Trenz
- Dueto
- Bim-Bim
- Maggi goreng (sous licence de  Nestlé)

### Indofood Asahi
- Pepsi (sous licence de  PepsiCo)
- Pepsi Blue (sous licence de  PepsiCo)
- 7 Up (sous licence de  PepsiCo)
- Mirinda (sous licence de  PepsiCo)
- Ichi Ocha
- Cafela Latte
- Indomilk
- Promina
- Club
- Tekita
- Fruitamin